# Jacob Maximilien Villain de Gand

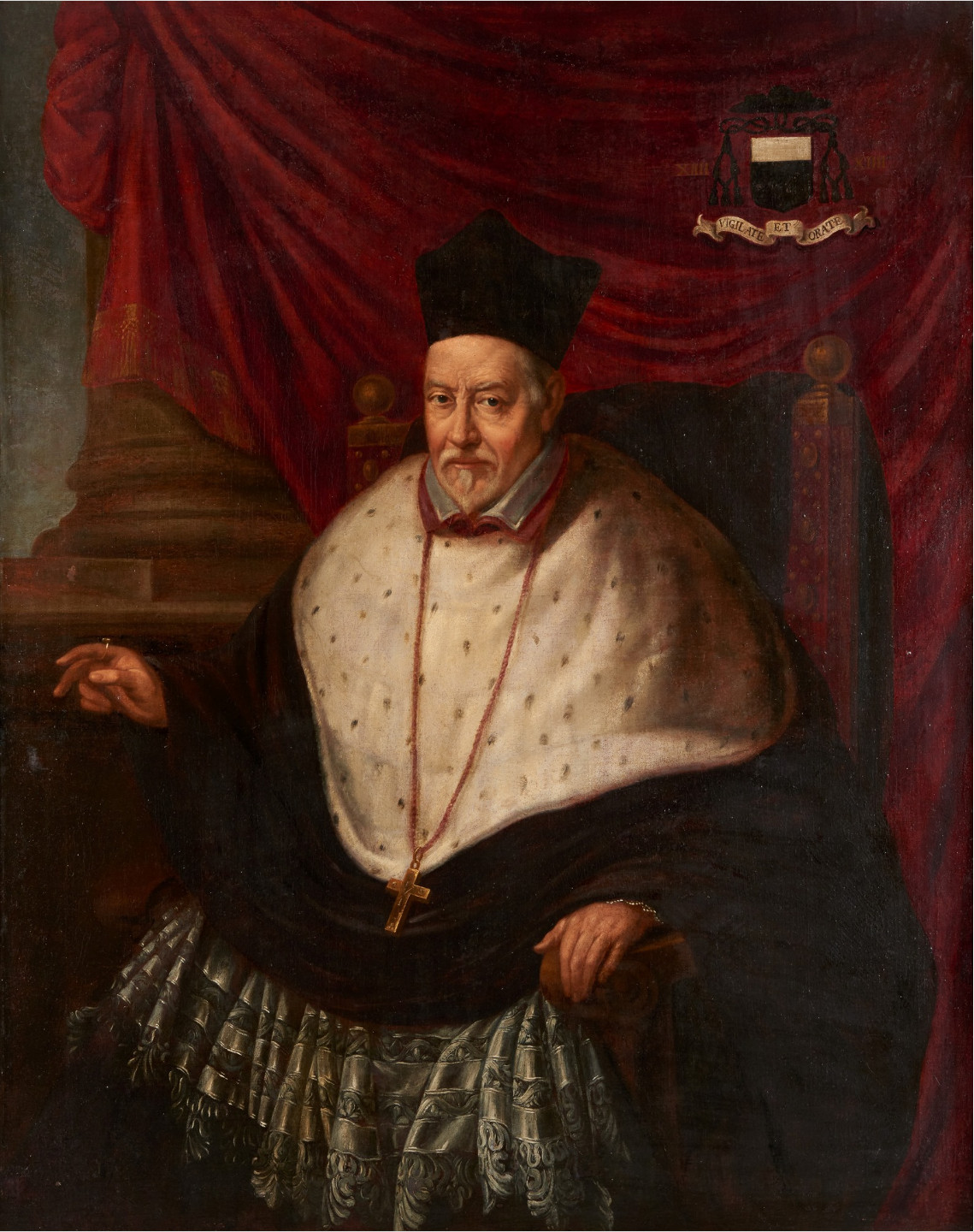
Portrait de Jacob Maximilien Vilain de Gand, Evêque de Tournai (Collection Nicky Vileyn van Hove, Bruxelles)

Jacob Maximilien Villain de Gand (né vers  1567 à Gand mort le 26 décembre 1645) est un ecclésiastique qui fut évêque de Tournai de 1614 à 1645.

## Biographie
Jacob Maximilien Villain de Gand est le fils de Maximilien Vilain de Gand, comte d'Isenghien, gouverneur de Lille, Douai, Orchies.
Il prend possession du siège de Tournai le 1er mars 1614, est sacré le 14. Il prononce l'oraison funèbre d'Albert d'Autriche. Il enrichit sa cathédrale de deux statues d'argent, l'une de Marie, mère de Jésus, l'autre de saint Maximilien.
Il est à l'origine de la fondation à Lille en 1627, d'un couvent de sœurs pénitentes dites capucines, ordre créé par Françoise de Saint-Omer.
Il fonde en 1630 à Douai le séminaire de Tournai.
Il aura pour successeur son neveu François Villain de Gand.